# Liste von Wallfahrtsorten im Landkreis Kitzingen
Die Liste von Wallfahrtsorten im Landkreis Kitzingen (auch Liste von Wallfahrtskirchen im Landkreis Kitzingen) enthält christliche Wallfahrtsorte im unterfränkischen Landkreis Kitzingen. Heute bestehen noch zwei regelmäßig angelaufene Wallfahrtsorte, allerdings sind weitere Wallfahrten des Spätmittelalters und der Frühen Neuzeit urkundlich belegt und besitzen bis heute eine wichtige, kulturelle Bedeutung für die jeweiligen Orte.

## Historischer Hintergrund

### Entstehung und Blüte

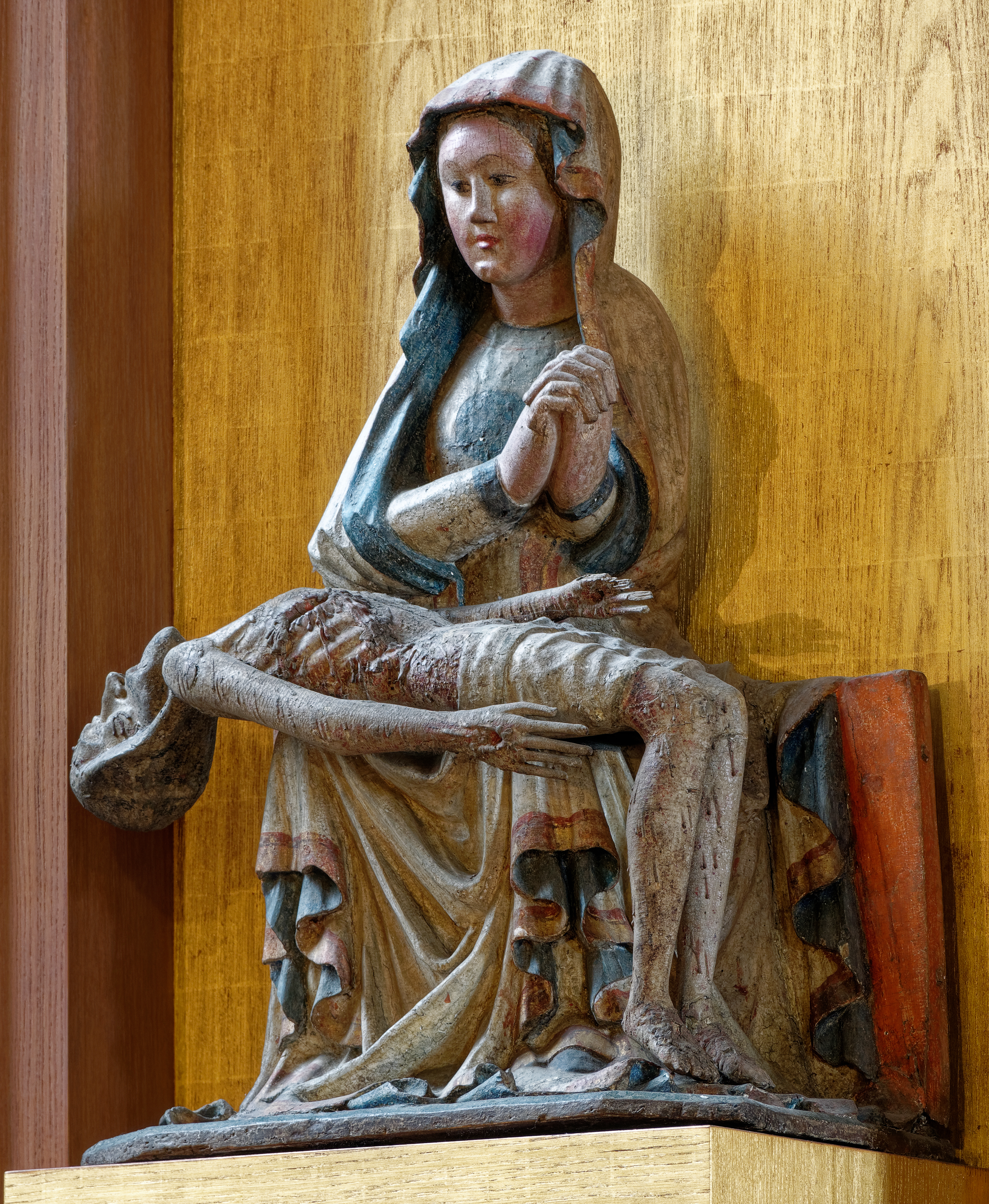
Die wundertätige Pietà auf dem Volkacher Kirchberg

Sogenannte Wallfahrten haben ihren Ursprung in gewohnheitsmäßigen Besuchen einer Kirche bzw. eines heiligen Ortes (lat. locus sancta). Dabei ist man zumeist in Gruppen unterwegs und versucht bestimmte Zeiten einzuhalten. Das Wort „wallen“ wurde erstmals im Spätmittelalter mit diesen Besuchen in Verbindung gebracht und bedeutete ursprünglich schlicht hin- und herlaufen. So entstand auch die sogenannte Wallwoche um Christi Himmelfahrt, die durch Flurprozessionen gefeiert wird und bei der es sich um keine Wallfahrt handelt. Wallfahrtstraditionen sind ein klassischer Teil der katholischen Volksreligion.
In Franken bildeten die sogenannten Pfingstfahrten nach Würzburg zum Grab des heiligen Kilian und seiner Gefährten den Ausgangspunkt für die Entwicklung von Wallfahrten. 1344 erweiterte das Domstift die Feier des Kilianitages um eine Heiltumsschau, früher war bereits der städtische Jahrmarkt auf den Kilianitag verlegt worden. Die beiden großen Veranstaltungen erhöhten den Zulauf von Menschen außerhalb der Stadt, waren also zunächst keine geplanten Großereignisse mit einem rein religiösen Hintergrund.
In die Fläche getragen wurde die Wallfahrtbewegung durch sogenannte Wunderorte, die im 15. und 16. Jahrhundert überall in Franken aufblühten. So wurde ab 1504 in der Nähe von Dettelbach ein wundertätiger Bildstock identifiziert, der kranke Menschen heilen konnte. Aus einer Flurprozession der ehemaligen Pfarrorte entwickelte sich dagegen in Volkach die Wallfahrt zur schmerzhaften Gottesmutter auf dem Kirchberg, die bereits 1370 nachzuweisen ist.
Zu Beginn des 16. Jahrhunderts begann in Würzburg der Abt des Schottenklosters, Johannes Trithemius, die bereits bestehenden Marien-Wallfahrten im Bistum Würzburg aufzuzeichnen und mit Mirakelbeschreibungen weiter zu fördern. Dabei arbeitete er allerdings nicht im modernen Sinne historische korrekt, sodass auch Fehlprojektionen gemacht wurden. So verlegte Trithemius den Ursprung der Wallfahrt nach Dimbach in das 11. Jahrhundert, obwohl lediglich am Ausgang des Mittelalters ein regionaler Zulauf aus Orten des Klosters Münsterschwarzach bestand.

### Niedergang und Wiederbelebung
Nur in den seltensten Fällen wurden lokale Wallfahrtstraditionen überhaupt aufgezeichnet, sodass heute niemals alle ehemaligen Wallfahrtsorte eindeutig identifiziert werden können. Mit dazu trug auch die Reformation bei, in deren Lehre die Wallfahrt als „des Teufels“ bekämpft wurde. In der Folgezeit gingen die Wallfahrten in lutherisch gewordenen Gebieten ein. So verschwanden wohl die lokalen Traditionen in Hohenfeld zur Bergkirche, in Gnodstadt und zur Kapuzinerkirche in Kitzingen nach 1517.
Im 17. Jahrhundert erlebten im Kitzinger Land auch die Wallfahrten zu Orten sogenannter Frevellegenden einen Aufschwung. Mit dem Dreißigjährigen Krieg waren alte Gewissheiten zerstört worden und die Bevölkerung machte nicht selten die Juden für diese Veränderungen verantwortlich. Es brauchte allerdings konkrete Ereignisse, um die Vorbehalte in Hass zu verwandeln. So löste die Ermordung des Michael Estenfelder in Euerfeld zunächst eine lokal begrenzte Judenverfolgung aus, die vom örtlichen Pfarrer zu einer Wallfahrt zum vermeintlichen Märtyrer vermarktet wurde. Die kirchliche Obrigkeit ging gegen diese Auswüchse vor.
Einen weiteren Niedergang erlebten die Wallfahrten im 18. Jahrhundert, als man die vermeintlich unaufgeklärten Volksanteile auch in der katholischen Amtskirche zurückzudrängen suchte. Die katholische Aufklärung war das Todesurteil für die Wallfahrt nach Dimbach. In Effeldorf verschwand durch die Auflösung des Jesuitenordens 1773 die, von Jesuiten geschaffene Wallfahrt zur „casa sancta“, die dem heiligen Haus in Loreto nachempfunden war.
Im 19. Jahrhundert erschienen die Wallfahrten als überwunden geglaubter Entwicklungsschritt der mittelalterlichen Kirche. Erst in der zweiten Hälfte des Jahrhunderts begann man lokale Traditionen wiederzubeleben. Der Abnahme der Gottesdienstbesucher in der zweiten Hälfte des 20. Jahrhunderts trifft nur in geringerem Maße für die Zahlen bei Wallfahrten zu, die sich heute neuerlich großer Beliebtheit erfreuen. In Euerfeld entstand im Jahr 1989 eine Wallfahrtskapelle der katholischen Landjugendbewegung.
In Dettelbach besteht heute die bedeutendste Marienwallfahrt im Bistum Würzburg, die von Menschen aus ganz Franken angelaufen wird. Daneben hat sich in der Kirche Maria im Weingarten in Volkach eine lokalere Tradition erhalten. Durch die Musealisierung der Kirche auf dem Berg wurde eine Art „Kunstwallfahrt“ geschaffen, die einen ganz anderen Charakter als ihr Pendant in Dettelbach hat. Mit dem Fränkischen Marienweg schuf man 2002 einen touristischen Pilgerweg, der Wallfahrer nach Effeldorf, Dettelbach, Dimbach und Volkach führt.

## Liste von Wallfahrtsorten
Die Liste orientiert sich am Standardwerk zur Wallfahrt im Bistum Würzburg, das von Wolfgang Brückner und Wolfgang Schneider in den 1990er Jahren herausgegeben wurde. Weitere Wallfahrten wurden aufgenommen, die in der jeweiligen Literatur zum Thema als solche bezeichnet sind. Der Ort verweist auf die Gemarkung, in der die Kirche zu finden ist. Die Kirche bildet das jeweilige Anlaufziel der Wallfahrt, weil auch heilige Objekte wie der Bildstock in Dettelbach oder Gaibach nach der Etablierung der Wallfahrt von einem Gotteshaus umgeben wurden.
Die Kulterscheinung gibt Hinweise auf die jeweilige Erscheinungsform der Wallfahrt. Aus welchen Gründen pilgern oder pilgerten die Menschen hierher. Dies umfasst wundertätige Gnadenbilder (insbesondere Darstellungen der Pietà), Frevellegenden und weitere Gründe. Die Spalte Zeitraum gibt Jahreszahlen an, während denen die Wallfahrt existierte. Im Abriss Geschichte wird kurz auf die Etablierung, Förderung und den Niedergang der jeweiligen Wallfahrt eingegangen.
| Ort             | Kirche (Lage)              | Kulterscheinung          | Zeitraum             | Abriss Geschichte | Bild |
| --------------- | -------------------------- | ------------------------ | -------------------- | --- | ---- |
| Birklingen      | Klosterkirche (⊙)          | wundertätiges Gnadenbild | um 1455–1546         | Ursprung: Wundertätiges Gnadenbild taucht im Birklinger Wald auf bzw. Pietà wirkt Wunder. Förderung: 1457 Ablassstiftung des Würzburger Fürstbischofs Johann III. von Grumbach, 1459 Gründung einer Niederlassung der Augustiner-Chorherren Niedergang: Zerstörung der Klosterhöfe im Deutschen Bauernkrieg, 1542 Einzug des Klostervermögens. |      |
| Dettelbach      | Maria im Sand (⊙)          | wundertätiges Gnadenbild | 1504–heute           | Ursprung: Nikolaus Lemmerer aus Melkendorf wird durch Vision an Gnadenbild in Dettelbach geheilt. Förderung: Zuerst 1506 Bau einer Kapelle um Pietà-Andachtsbild, Fürstbischof Julius Echter von Mespelbrunn beginnt 1611 mit dem Bau der heutigen Kirche. Bedeutendste Marienwallfahrt im Bistum Würzburg. Niedergang: bestehend.             |      |
| Dimbach         | St. Maria de Rosario (⊙)   | wundertätiges Gnadenbild | 17. Jahrhundert      | Ursprung: Wolfssage, Marienbild rettet entführtes Kind. Förderung: Abtei Münsterschwarzach lässt Klosterorte hierher wallfahren, kurzes Aufleben Hauswallfahrt im 17. Jahrhundert. Lediglich lokaler Charakter. Niedergang: durch Aufklärung im 18. Jahrhundert.                                                                               |      |
| Effeldorf       | St. Jakobus der Ältere (⊙) | geheiligter Ort          | 1652–nach 1773       | Ursprung: Errichtung einer casa santa nach dem Vorbild des Hauses von Loreto. Förderung: Geplante Wallfahrt durch die Jesuiten. Niedergang: Auflösung des Jesuitenordens 1773, Aufklärung. |      |
| Euerfeld        | St. Michael (⊙)            | Frevellegende            | 1692–um 1827         | Ursprung: Ermordung des Michael Estenfelder, Ritualmordlegende gegen die Juden von Schernau. Förderung: Pfarrer Johann Martin Förtsch predigt für Wallfahrt, Bistum Würzburg hindert ihn nicht. Niedergang: durch Aufklärung im 18. Jahrhundert.                                                                                               |      |
| Euerfeld        | Bruder-Klaus-Kapelle (⊙)   | Privatinitiative         | ab 1989              | Ursprung: 500-jähriger Todestag Bruder Klaus. Förderung: katholische Landjugendbewegung bringt Reliquie des Heiligen mit. Niedergang: lediglich einzelne Bittgänger, Hagelprozession, bestehend. |      |
| Gaibach         | Heilig-Kreuz-Kapelle (⊙)   | wundertätiges Gnadenbild | vor 1697–nach 1705   | Ursprung: Fiber-Cäpelein als Heiligenhäuschen mit Heilbrauch. Förderung: Lothar Franz von Schönborn gelobt Förderung nach Unfall auf Donau. Niedergang: keine wirkliche Etablierung. |      |
| Gnodstadt       | St. Peter und Paul (⊙)     | wundertätiges Gnadenbild | vor 1528             | Ursprung: unklar, keine Quellen zur Wallfahrt, lediglich Hinweise. Förderung: unklar. Niedergang: wohl durch Reformation, 19. und 20. Jahrhundert Zerstörung der Außenkanzel, Verkauf des Gnadenbildes. |      |
| Hohenfeld       | St. Margarete (⊙)          | wundertätiges Gnadenbild | vor 1600             | Ursprung: unklar, keine Quellen zur Wallfahrt, Ähnlichkeiten Chor mit Dettelbach. Förderung: wohl durch Johann II. von Brunn und der Ansiedlung von Beginen. Niedergang: wohl durch Reformation, 1883 Gnadenbild noch vorhanden. |      |
| Iphofen         | Hl. Blut (⊙)               | Frevellegende            | 1298–20. Jahrhundert | Ursprung: angeblicher Hostienfrevel der örtlichen Judengemeinde. Förderung: lokale Verehrung der Hostie, später Fünf-Wunden-Verehrung Christi. Niedergang: wohl durch Aufklärung im 18. Jahrhundert, Wiederbelebung durch Nationalsozialismus.                                                                                                 |      |
| Kitzingen       | Maria-Hilf (⊙)             | wundertätiges Gemälde    | nach 1600            | Ursprung: Kopie der Maria-Hilf von Passau im Kitzinger Kapuzinerkloster. Förderung: Anbetung durch örtliche Kapuziner. Niedergang: unklar. |      |
| Stadtschwarzach | Heiligkreuzkirche (⊙)      | wundertätiges Gnadenbild | 1465–nach 1525       | Ursprung: Heiltumsweisung mehrerer Reliquien, gleichzeitig Wallfahrt zu marianischem Gnadenbild nach Kerzenwunder. Förderung: lediglich lokaler Charakter, Stiftung Seelhaus für Pilger. Niedergang: 1525 Raub der Reliquien, Folgezeit Eingehen der Marien-Wallfahrt.                                                                         |      |
| Vogelsburg      | Kloster Vogelsburg (⊙)     | wundertätiges Gnadenbild | um 1500–vor 1797     | Ursprung: unklar, Gnadenbild der Muttergottes. Förderung: unklar. Niedergang: im 18. Jahrhundert Gnadenbild nach Würzburg, 1797 Wallfahrt hier nachgewiesen. |      |
| Volkach         | Maria im Weingarten (⊙)    | wundertätiges Gnadenbild | nach 1370–heute      | Ursprung: vor der Reformation Bittgänge zur alten Pfarrkirche. Förderung: 17. Jahrhundert echte Wallfahrt zu Gnadenbild, Viehwallfahrten, Umritte, Papstablässe. Niedergang: bestehend, Kunstwallfahrt, musealer Charakter. |      |

### Überblick
- Klaus Arnold: Abweichungen im Glauben-Judenverfolgungen–Volksbewegungen. In: Peter Kolb, Ernst-Günther Krenig (Hg.): Unterfränkische Geschichte. Band 2. Vom hohen Mittelalter bis zum Beginn des konfessionellen Zeitalters. Würzburg 1992. S. 337–356.
- Wolfgang Brückner: Volksfrömmigkeit vor 1517. In: Peter Kolb, Ernst-Günther Krenig (Hg.): Unterfränkische Geschichte. Band 2. Vom hohen Mittelalter bis zum Beginn des konfessionellen Zeitalters. Würzburg 1992. S. 301–336.
- Wolfgang Brückner, Wolfgang Schneider: Katalog der Gnadenorte, Kult- und Andachtsstätten im Bistum Würzburg. In: Wolfgang Brückner, Wolfgang Schneider (Hg.): Wallfahrt im Bistum Würzburg. Gnadenorte, Kult- und Andachtsstätten in Unterfranken (= Kirche, Kunst und Kultur in Franken Bd. 3). Würzburg 1996. S. 55–269.
- Josef Dünninger, Karl Treutwein: Bildstöcke in Franken. Konstanz 1960.
- Lenz Kriss-Rettenbeck: Wallfahrt. In: Wolfgang Brückner, Wolfgang Schneider (Hg.): Wallfahrt im Bistum Würzburg. Gnadenorte, Kult- und Andachtsstätten in Unterfranken (= Kirche, Kunst und Kultur in Franken Bd. 3). Würzburg 1996. S. 14–24.
- Reinhard Worschech: Wallfahrer ziehen durchs fränkische Land. In: Wolfgang Brückner, Wolfgang Schneider (Hg.): Wallfahrt im Bistum Würzburg. Gnadenorte, Kult- und Andachtsstätten in Unterfranken (= Kirche, Kunst und Kultur in Franken Bd. 3). Würzburg 1996. S. 9–13.

### Einzelne Wallfahrten
- Hans Bauer: Die schöne Madonna von Gnodstadt. In: Jahrbuch für den Landkreis Kitzingen 2011. Im Bannkreis des Schwanbergs. Dettelbach 2011. S. 167–174.
- Wolfgang Brückner: Gnadenbild und Legende. Kultwandel in Dimbach (= Land und Leute). Würzburg 1978.
- Gerhard Egert: „Wir wallen zur Mutter der Schmerzen“. In: Ute Feuerbach (Hg.): Volkach. 906–2006. Volkach 2006. S. 256–260.
- Josef Endres: Hl. Blut in Iphofen. Mit einer Edition des Mirakelbuchs (= Veröffentlichungen der Gesellschaft für Fränkische Geschichte Bd. 49). Würzburg 2007.
- Helmut Flachenecker: Das Karmelitenkloster auf der Vogelsburg. Lokale Prozessionen und ein wundertätiges Madonnenbild. In: Ute Feuerbach (Hg.): Unsere Mainschleife. 2008–2017. Volkach 2018. S. 229–241.
- Theobald Freudenberger: Quellen zur Geschichte der Wallfahrt und des Augustinerchorherrenstifes Birklingen bei Iphofen (Mfr.) 1457–1546. Würzburg 1937.
- Anke Ruppert, Karl Heinrich Brückner: Wallfahrt nach Dettelbach heute – eine Bestandsaufnahme. In: Karl Heinrich Brückner, Peter Ruderich, Anke Ruppert, Reinhard Worschech: Maria hilf, es ist Zeit. Aus der Geschichte der Wallfahrt zu „Maria im Sand“ Dettelbach. Dettelbach 2005. S. 31–167.
- Reinhard Worschech: Maria hilf, es ist Zeit. Aus der Geschichte der Wallfahrt zu „Maria im Sand“. In: Karl Heinrich Brückner, Peter Ruderich, Anke Ruppert, Reinhard Worschech: Maria hilf, es ist Zeit. Aus der Geschichte der Wallfahrt zu „Maria im Sand“ Dettelbach. Dettelbach 2005. S. 7–22.